# Adserver
Un adserver ou serveur de publicité est une solution informatique, qui héberge une publicité en ligne et assure sa diffusion sur des sites web.
Les sociétés proposant de livrer de la publicité en ligne fournissent aux sites internet et aux annonceurs des logiciels permettant de délivrer des publicités, les compter, optimiser l'inventaire publicitaire de l'éditeur pour choisir quelles publicités vont rapporter le plus d'argent sur son inventaire publicitaire, optimiser les annonces de l'annonceur pour choisir celles qui auront la meilleure efficacité (taux de clic, taux de conversion, taux d'achat), et permettre un suivi efficace des différentes campagnes de publicité.

## Fonctionnement
L'éditeur du site internet détermine les pages sur lesquelles il souhaite diffuser de la publicité, et pour chacune de ces pages, les emplacements exacts où ces publicités pourront être diffusées, et enfin, les formats qui seront autorisés aux emplacements déterminés, appelé « plan de taggage ».
À chaque emplacement, l'éditeur place un javaScript qui appelle le serveur de publicité et transmet les informations lui permettant de comprendre qu'il est, par exemple, sur le haut d'une page consacrée au jardinage, et qu'il peut y diffuser des formats publicitaires de type 728x90.
À chaque fois qu'un visiteur ouvre une page du site internet, cette page va aussi appeler, via un javascript, l'adserver, qui va alors décider quelle publicité afficher.
L'adserver va opérer diverses tâches telles que le comptage du nombre d'impressions et du nombre de clics par campagne publicitaire et générer des rapports qui vont aider l'éditeur à optimiser la rentabilité de son inventaire publicitaire.
La plupart des adservers ne sont pas hébergés par l'éditeur lui-même, mais par une société spécialiste de la livraison de publicité, qui vend sa solution sur un mode SaaS. Ces serveurs de publicité externe distribuent donc en général de la publicité sur de nombreux sites internet.

## Principaux adservers
- 24/7 Media (en)
- Appnexus (en)
- DoubleClick (Google)
- Revive Adserver (en)
- Smart AdServer